# 舍夫琴科韋 (扎波羅熱區)
48°2′16″N 35°30′17″E / 48.03778°N 35.50472°E
舍夫琴科韋（烏克蘭語：Шевченкове）是位於烏克蘭東南部的村莊，由扎波羅熱州扎波羅熱区的巴甫利夫斯凱市鎮負責管轄。該村距離索洛內和佩爾紹茲瓦尼夫卡1公里，始建於1770年，面積0.663平方公里。